# Max Papis
Massimiliano »Max« Papis, z vzdevkom Mad Max, italijanski dirkač Formule 1, *3. oktober 1969, Como, Lombardija, Italija.
Max Papis je upokojeni italijanski dirkač Formule 1. Debitiral je v sezoni 1995, ko je nastopil na sedmih dirkah in ob kar petih odstopih je na domači dirki za Veliko nagrado Italije s sedmim mestom le za mesto zgrešil uvrstitev med dobitnike točk, na dirki za Veliko nagrado Evrope pa je dosegel dvanajsto mesto.
Leta 1996 je odšel dirkati v ZDA, kjer se je udeležil treh dirk v prvenstvu formul CART. V tem prvenstvu je med letoma 1997 in 2001 redno nastopal, medtem ko se je v letih 2002 in 2003 dirk udeleževal le občasno. Vsega skupaj je v prvenstvu CART nastopil na 113 dirkah, trikrat zmagal in dosegel enajst uvrstitev na stopničke. V letih 2002 in 2006 je nastopil tudi na dirki Indianapolis 500.
Leta 2003 se je odločil, da bo v prihodnosti dirkal v prvenstvih športnih avtomobilov. Tega leta je prvič po letu 1997 nastopil na vzdržljivostni dirki 24 ur Le Mansa in s sovoznikoma zasedel peto mesto v skupnem seštevku. Do leta 2008 je redno nastopal v Le Mansu. Kljub temu, da se mu v skupnem seštevku ni uspelo doseči boljšo uvrstitev, je s sovoznikoma dvakrat zasedel drugo mesto v razredu GTS oziroma GT1.

## Popolni rezultati Formule 1
(legenda) 
| Leto | Moštvo        | Šasija        | Motor   | 1   | 2   | 3   | 4   | 5   | 6   | 7   | 8      | 9       | 10      | 11      | 12    | 13      | 14    | 15  | 16  | 17  | Prv | Toč |
| ---- | ------------- | ------------- | ------- | --- | --- | --- | --- | --- | --- | --- | ------ | ------- | ------- | ------- | ----- | ------- | ----- | --- | --- | --- | --- | --- |
| 1995 | Footwork Hart | Footwork FA16 | Hart V8 | BRA | ARG | SMR | ŠPA | MON | KAN | FRA | VB Ret | NEM Ret | MAD Ret | BEL Ret | ITA 7 | POR Ret | EU 12 | PAC | JAP | AVS | -   | 0   |